# واعظ زاده بهسودی
آیت‌الله‌العظمی واعظ‌زاده بهسودی (زادهٔ ۱۳۴۲ خورشیدی در ولسوالی بهسود، ولایت میدان‌وردک) از علمای برجسته شیعه افغانستان، مدرس حوزه، نویسنده، و از فعالان دینی و اجتماعی است. وی مؤسس حوزه علمیه دارالمعارف اهل‌البیت در کابل و صاحب تألیفات متعدد در زمینه فقه، اصول، تفسیر، اخلاق و اندیشه اسلامی می‌باشد.

## ولادت و دوران کودکی
آیت‌الله‌العظمی واعظ‌زاده بهسودی (دام ظله العالی) فرزند حجت الاسلام و المسلمین حاج ملا علی حسن معروف به حاج آخوند رَشَک در سال ۱۳۴۲ ش، در قریه ی “رَشَک” از توابع ولسوالی مرکز بهسود، ولایت میدان وردک در یک خانواده روحانی بدنیا آمد. دوران شیرخوارگی را از مهر و عطوفت مادر و سرپرستی پدر برخوردار بود، لکن در حدود سه یا چهار سالگی از مهر و عطوفت مادر محروم شده یتیمی را تجربه می کند. شاید خدا خواسته بود که وی همچون اکثر بزرگان و در رأس، شخصیت نازنین پیامبر گرامی اسلام (ص) یتیم باشد تا در مقام زعامت، درد و احساس یتیمان جامعه را با گوشت و استخوان خود لمس کند و ایشان هم حقاً در قبال ایتام جامعه حساسیت و دلسوزی خاصی دارد، در این راستا دفتر به خصوصی نزد خود دارد که شماری زیادی از ایتام و بی سرپرستان جامعه را تحت پوشش عاطفی و حمایت های مالی خود قرار داده است و در نظر دارد “دارالایتامی” که بتواند پاسخگوی بخشی از نیازمندی های ایتام جامعه ما باشد، تأسیس نماید که از خداوند توفیق آن را برای حضرتش خواهانیم.

## تحصیلات
تربیت و تعلیم حضرت ایشان از پنج سالگی تحت مراقبت مستقیم پدرش آغاز می شود، وی مدرس توانا بود که اکثر فضلای بهسود شاگردان مستقیم ایشان می باشند. اجتهادش در ادبیات عرب به اعتراف تمامی شاگردان و فضلای منطقه محرز بود، عمرش را در تدریس سپری کرد، حاج آخوند مرحوم در کنار تبحّر علمی از فن خطابه و منبر بهره کافی داشته از وعاظ معروف و بی رقیب منطقه بود. چیزی که وی را بسیار برجسته و محبوب ساخته بود، تقوا و تهذب ایشان بود. شرح کرامات و بزرگواری های ایشان در این مختصر نمی گنجد. حاج آخوند مرحوم هر کجا تدریس می فرمود فرزند کوچک خود را هم به همراه می برد، زیرا: به‌دلیل استعداد فوق العاده که در وجود این کودک مشاهده می کرد آینده یی روشن برای او پیش بینی می کرد، به همین اساس صرف و نحو را نزد پدرش فراگرفت، تعلیمات ابتدایی ایشان در دو بخش: مکاتب سنتی محلی در فصل زمستان و مکاتب رسمی دولتی در فصل تابستان انجام یافت. امّا دیری نگذشت که دست قضا و حکمت الهی پدر را نیز از وی گرفت تا فقدان پدر و مادر را یکجا تجربه و تحمل کند. پدر معظم له در بهار سال ۱۳۵۸ ش بعد از یک عمر تدریس، تعلیم و تربیت شاگردان مبرّز دارفانی را وداع گفت درحالی‌که ایشان به تازگی پا به دوره تکلیف نهاده بود. ارتحال پدر مرحله بسیار سختی بود که روح او را صیقل داد و جوهر انسانی او را در کوران مؤلم حوداث طبیعت پخت. از سویی دیگر حادثه ارتحال پدرش همزمان شد با خیزش عمومی و انقلاب اسلامی افغانستان که وی به تازگی راهی لیسه حربی کابل شده بود. حضرت ایشان با دیگر رفقایش درس خواندن در سایه حکومت کمونیست ها را برای خود ذلت دانسته به بهسود بر می گردد.

## هجرت به قم
معظم له به اشتیاق و فرط علاقه به تحصیلات عالی بعد از ختم سطوح عالیه و سپری نمودن امتحان کفایه الاصول در خزان ۱۳۷۰ش، راهی حوزه قم می شود. وی به محض رسیدن به قم در حلقات درس استادان مبرّز و مراجع معظم قم اشتراک می نماید. حضرت ایشان طی شرکت در دروس دائمی و مستمر ده ساله خارج فقه و اصول حضرات آیات عظام: علوی گرگانی، جعفر سبحانی، شرکت محدود در درس خارج فقه حضرت آیت‌الله العظمی منتظری (ره) قسمت قضاء و ارتشاء تا لحظه تعطیل کلاس درس آن فقید، خارج اصول حضرت آیت‌الله العظمی وحید خراسانی، قسمت مفاهیم و بحث خمس حضرت آیت‌الله العظمی محقق کابلی، بنیان علمی خویش را استحکام می بخشد و بخاطر تسلّط بیشتر، دروس سطح را نیز مرور و تعقیب می نماید، به همین خاطر در حلقه درس کفایه استاد مصطفی اعتمادی، مکاسب استاد علی محمدی و رسائل استاد طاهری شرکت می نماید و معظم له با تلاش بی بدیل و تحرک بسیار قابل وصف و مخصوص خودش به دروس ضروری که وی را در امر استنباط و اجتهاد یاری نماید، چون: “رجال” و “درایه” در کلاس درس آیت‌الله دکتر عزیزاللّه سیفی شرکت می نماید. انگیزه ی “رجال” و “درایه” از شرکت در درس بررسی اسناد اصول کافی توسط حضرت آیت‌الله العظمی منتظری (ره) در بیت حضرت ایشان که در یک جمع محدود تدریس می شد، در ایشان ایجاد شد.

## فعالیت‌های دینی و اجتماعی
او موسس حوزه علمیه دارالمعارف اهل البیت در کابل بود و آثار متعددی همچون تفسیر قرآن، کتب فقه و اصول، اخلاق و عقاید را نگاشته است. در سخنرانی‌های خود، به مسائل دینی، اجتماعی و انتقادات از عملکرد طالبان پرداخته است، به‌ویژه انتقاد از شهادت استاد مزاری، حذف فقه (شیعه) جعفری و بازداشت زنان، که اظهارنظر او بازتاب گسترده‌ای در میان شیعیان داشت.
- ۱۳۶۰–۱۳۷۰ش: تحصیلات در نجف و قم، کسب اجازه اجتهاد
- ۱۳۷۰–۱۳۸۰ش: بازگشت به افغانستان؛ تأسیس مدرسه و فعالیت در کابل
- ۱۳۸۰–۱۳۹۹ش: فعالیت‌های گسترده فرهنگی، صدور فتوا، تدریس، تألیف، سفرهای علمی
- ۱۴۰۰ش به بعد: ورود به مرجعیت، موضع‌گیری‌های رسمی، حضور در نشست‌های دینی و انتقاد از وضعیت شیعیان در افغانستان تحت حکومت طالبان

## فهرست آثار (برخی از آثار منتشر شده)
- المختصر (تلخیص اصول فقه)
- تفاسیر موضوعی قرآن کریم
- نیمرخی از حادثه عاشورا
- آثار ایام (رجال و درایه)
- رساله‌های آموزشی در فقه
- جایگاه اهل‌بیت در آیات قرآن

## جایگاه اجتماعی
در قبایل بهسود، "مرجع‌سازی قومی" از سوی برخی جریان‌ها باعث شده تا او را مرجع تقلیدی با مخاطبان قابل توجه معرفی کنند، گرچه بسیاری از شیعیان افغانستان مقلّد مراجع دیگر مانند آیت‌الله سیستانی، فیاض یا امام خامنه‌ای هستند. برخی تحلیل‌گران این نوع مرجع‌سازی را سیاسی و غیرشرعی ارزیابی کرده‌اند.